# CNN Portugal
CNN Portugal es un canal de televisión de información orientado a la información en Portugal. Sus emisiones comenzaron el 22 de noviembre de 2021, como el séptimo canal en los principales operadores de Portugal.

## Historia
CNN Portugal es un canal informativo de noticias las 24 horas del día perteneciente al grupo TVI que emite en la televisión por satélite, por cable, IPTV y en línea. Sus máximos competidores en la televisión portuguesa son SIC Noticias y RTP3.
Este fue un proyecto ideado para la televisión por cable y fue emitido en el canal 7 en un principio exclusivamente por el operador ZON TVCabo desde de 2009 como TVI 24, durante más de un año, y comenzó a emitir en la plataforma MEO a partir del 1 de septiembre de 2010.
El 24 de mayo de 2021, se acordó entre Media Capital y CNN la creación de CNN Portugal. El 26 de julio de 2021, se lanzó el sitio web del canal y se inició el proceso de contratación para reforzar el equipo existente.

## Programación[5]
- Novo Dia
- CNN Hoje
- CNN Meio Dia
- CNN Prime Time
- Agora CNN
- CNN Fim de Tarde
- CNN Desporto
- Jornal da CNN
- CNN Sábado
- CNN Domingo

## Organización

### Dirección de la CNN Portugal
- Director – Nuno Santos
- Director Ejecutivo de Digital – Pedro Santos Guerreiro
- Director Ejecutivo de la Operación del Canal de Televisión – Frederico Roque de Pinto
- Editores generales – Pedro Pinheiro, José Carlos Araújo, Rui Loura e Paulo Magalhães